# 陽信商業銀行

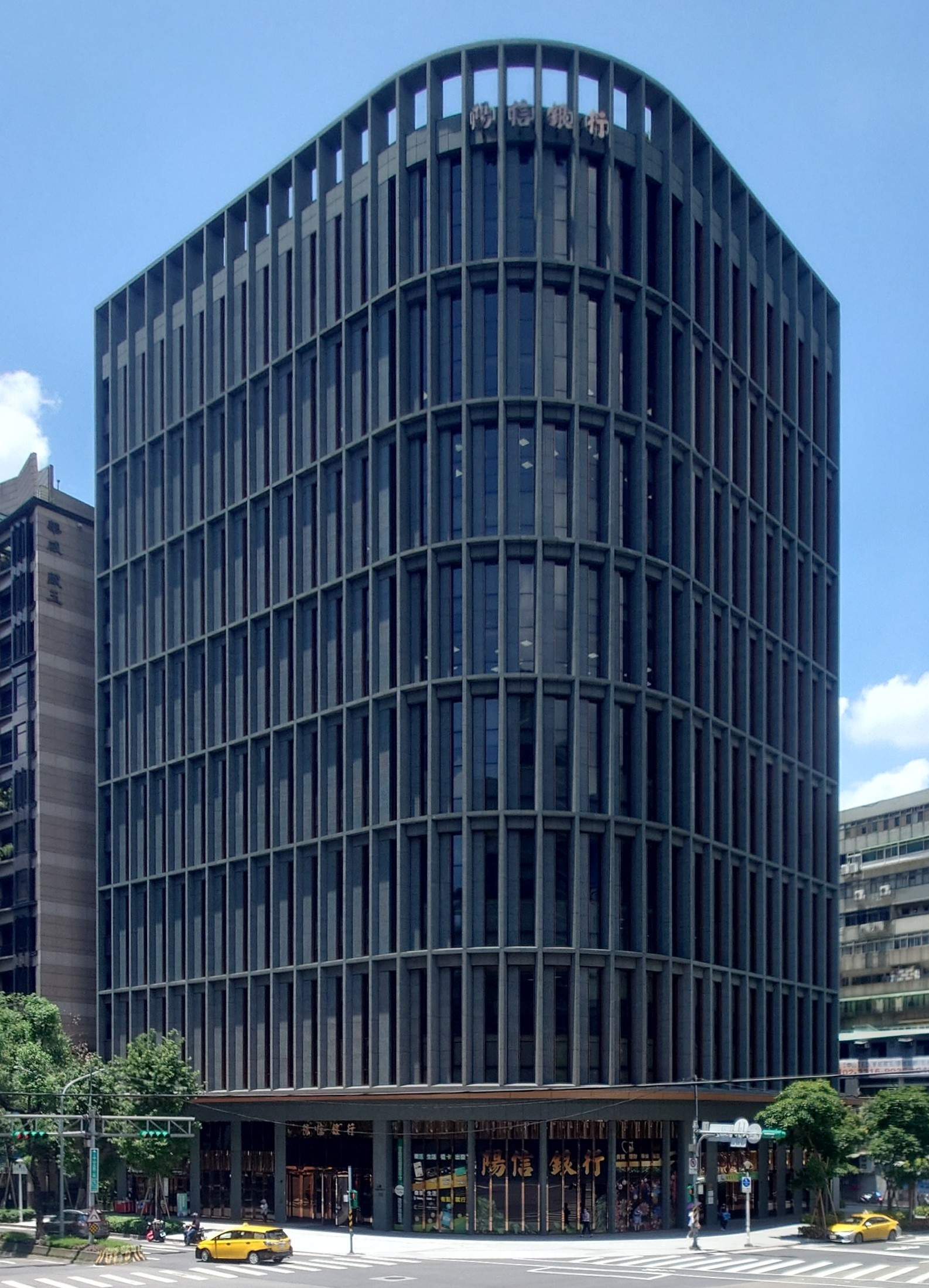
陽信銀行總行大樓

陽信商業銀行股份有限公司是臺灣的一所商業銀行，簡稱陽信銀行，在全台灣擁有104間分行。前身為「陽明山信用合作社」，1997年改制為銀行，是首批獲准由信用合作社改制的商業銀行之一。

## 歷史

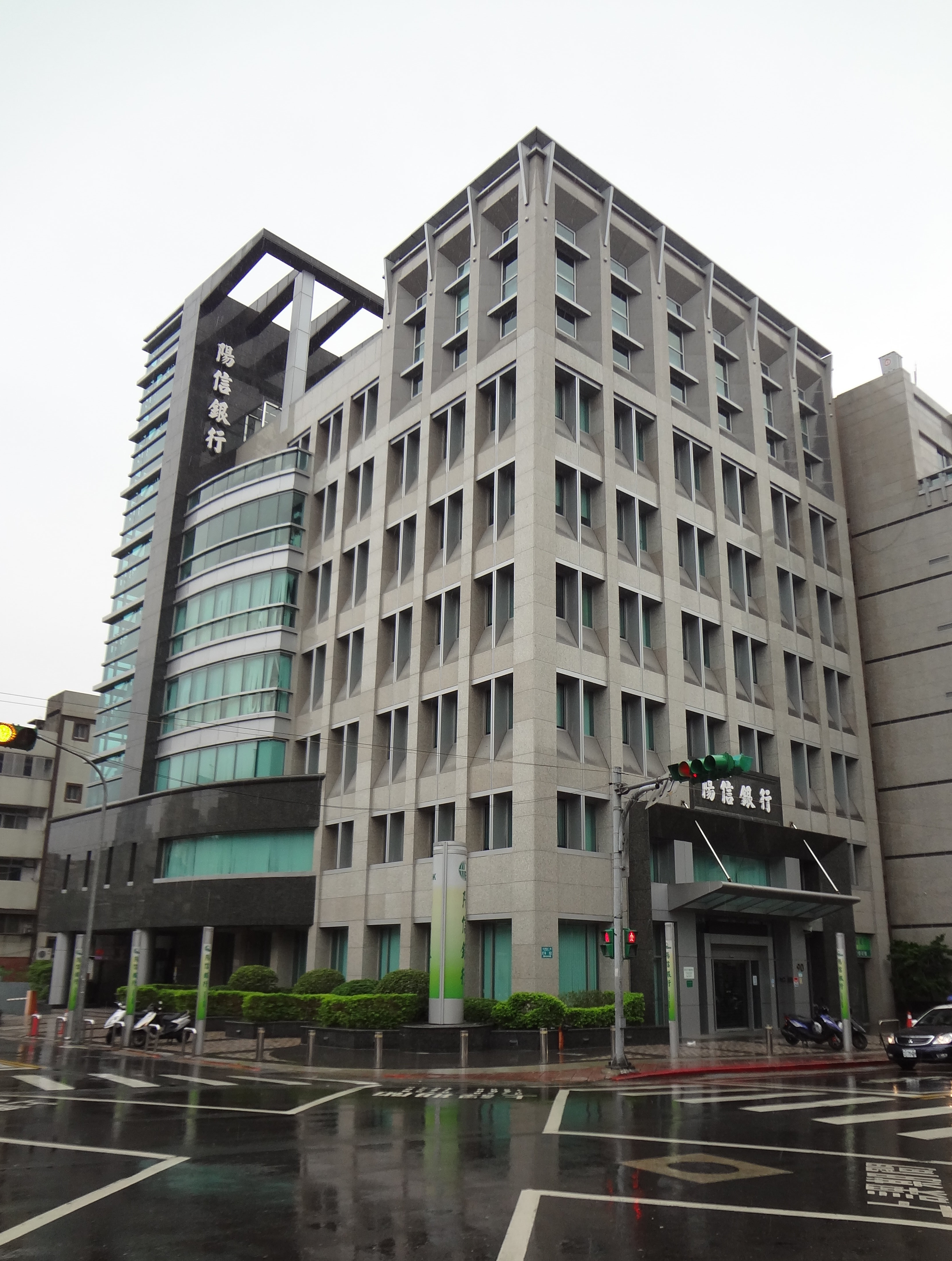
陽信商業銀行舊總部及石牌分行

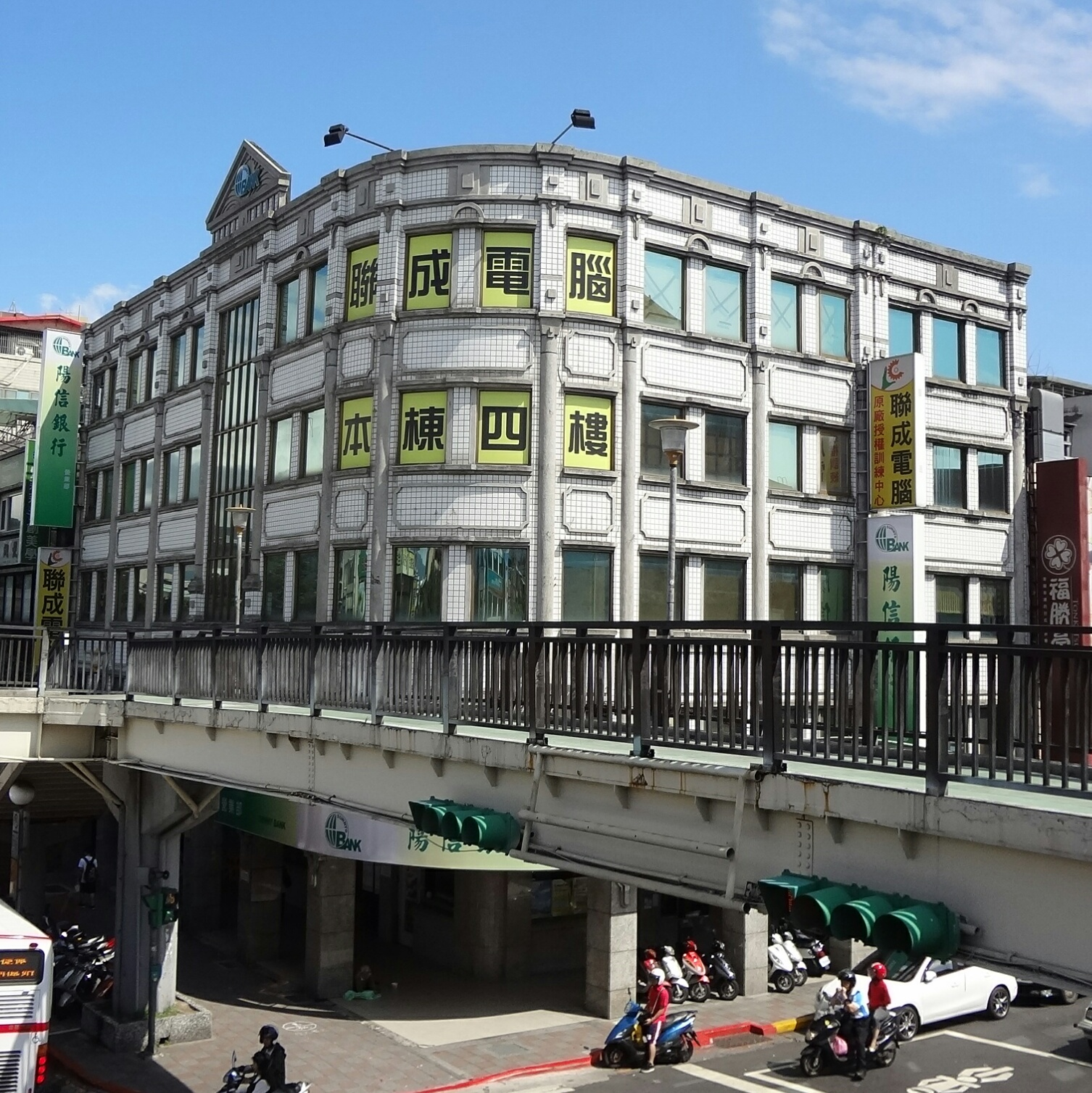
陽信商業銀行營業部

1957年10月2日成立「陽明山信用合作社」。1997年4月28日，該獲財政部核准改制為商業銀行，同年9月1日正式更名為「陽信商業銀行股份有限公司」。
1997年12月，「高雄市第一信用合作社」改制為「高新商業銀行股份有限公司」。1998年5月11日，高新商業銀行概括承受高雄縣旗山信用合作社。
2001年9月15日，陽信銀行概括承受彰化縣員林信用合作社及屏東市第二信用合作社；2002年8月24日，概括承受臺南市第五信用合作社。
2004年7月20日，陽信銀行獲主管機關核准擴大業務區域，成為全國性銀行。2005年11月26日，陽信商業銀行合併高新商業銀行，分行總數從62家增至96家，資本額增為新臺幣109億元。。
2013年7月11日，陽信銀行於中國上海市成立子公司「陽信融資租賃（中國）有限公司」，位於黃浦區淮海中路。
2017年8月，香港南海控股有限公司斥資新臺幣5億元，認購陽信銀行5000萬股新股，進一步強化資本結構。
2023年10月2日，陽信商業銀行成立滿66週年，並於臺北市中山北路與民權西路交叉口的新總行大樓正式落成啟用。

## 爭議

### 陽信銀行超貸案
2004年6月14日，時任立法委員林文郎在立法院指控同黨立委、時任陽信商業銀行董事長陳勝宏涉嫌超額放貸，並指出陳勝宏以協助黨員代繳黨費的方式，養成大量人頭黨員，估計多達八千至九千人，為當時民進黨內最大的人頭黨員戶。此事引發林文郎與陳勝宏之妻、亦為立委的薛凌公開交鋒。。
2007年8月17日，臺灣士林地方法院檢察署偵結此案，認為陳勝宏、薛凌、薛凌之弟薛宗賢與銀行高層，包括經理陳益源及襄理何明龍，共謀超額貸款購買中華日報位於台北市松江路的台北大樓，涉圖藉此牟利。檢方以違反《銀行法》及加重背信罪將21人提起公訴。
一審法院認為陳勝宏並不知情，裁定無罪；但二審則改認定其收受薛宗賢鉅額佣金，依共同背信未遂罪判處有期徒刑3年2月。2016年1月28日，臺灣高等法院更一審改判陳勝宏知情，依《銀行法》背信未遂罪判處有期徒刑2年8月，併科罰金新臺幣250萬元，並可上訴。隨後更二審將刑期改判為2年6月。最終，於2020年更三審時，法院依《刑事妥速審判法》規定，維持一審無罪判決，陳勝宏無罪確定。
薛凌部分，雖同遭檢方起訴，但法院一審與二審均判決無罪，並於2012年定讞。